# Tom Kowal
Tom Kowal, född 2 november 1967, är en kanadensisk före detta ishockeydomare som var verksam i den nordamerikanska ishockeyligan National Hockey League (NHL) mellan 1998 och 2018. Under sin domarkarriär i NHL dömde han 1 094 grundspelsmatcher och tolv slutspelsmatcher (Stanley Cup).